# Tayfun Candan
Tayfun Candan (Hoorn, Países Bajos, 7 de mayo de 1990), futbolista neerlandés, de origen turco. Juega de volante y su actual equipo es el FC Dordrecht de Países Bajos. 

## Clubes
| Club         | País         | Año       |
| ------------ | ------------ | --------- |
| HFC Haarlem  | Países Bajos | 2009-2010 |
| FC Dordrecht | Países Bajos | 2010-     |